# Туканьи бородастики
Туканьи бородастики (лат. Semnornis) — род птиц из отряда дятлообразных, выделяемый в монотипическое семейство Semnornithidae. 
Международный союз орнитологов выделяет 2 вида:
- Semnornis frantzii — Зубчатоклювый туканий бородастик
- Semnornis ramphastinus — Туканий бородастик

## Биология
Представители рода питаются преимущественно плодами. Плоды съедают целиком или удерживают одной ногой, а затем обрабатывают клювом.